# 拉科維察鄉 (布勒伊拉縣)
45°18′02″N 27°27′41″E / 45.30056°N 27.46139°E
拉科維察鄉（羅馬尼亞語：Comuna Racovița, Brăila），是羅馬尼亞的鄉份，位於該國東南部，由布勒伊拉縣負責管轄，面積45平方公里，海拔高度22米，2007年人口1,277，人口密度每平方公里28人。